# やまむらはじめ
やまむら はじめ（1968年（昭和43年）5月1日 - ）は、日本の漫画家。石川県松任市（現・白山市）出身。男性。宇宙作家クラブ会員。

## 人物
1991年（平成3年）、『サイバーコミックス』（バンダイ）に掲載された「マージナル・ミラージュ」でデビュー。以後、『ヤングキングアワーズ』（少年画報社）などに作品を掲載。伊崎浪名義で同人誌でも活動していた。ペンネームは本名を平仮名にしたもので理由は本名の名前が読みにくいからである。
漫画家の広江礼威は友人であり、米村孝一郎は高校の先輩にあたる。『ドラゴンマガジン』や『ぱふ』のインタビューなどで、漫画家三原順を尊敬し、少しでも近づきたいと語る。『カムナガラ』連載開始あたりには森美夏の影響があると語り、キャラクターの目の下にクマのような影を描くことが多くなる。
男性が主人公の作品のほぼ全てに、その男性主人公が憧れる年上の女性が登場し、作者自身、その傾向を「呪縛」・「病気」と語る。表紙カラーやイラストも含めアナログでの作業が基本だが『神様ドォルズ』あたりでデジタル彩色を取り入れている。趣味はバイクと鳥と音楽鑑賞。作中に鳥が多く登場していた時期がある。『天にひびき』では、自身の趣味である音楽をテーマとした作品を描いている。富野由悠季作品全般を好み『アニメージュ』では『富野に訊け!』のコーナーで挿絵を担当している。雑誌のコラム等でも富野作品について言及することが多い。2005年（平成17年）度の『アニメージュ』のベストアニメでは『双恋』を挙げている。

## 作品リスト

### 漫画作品
- 龍哭譚紀行（1992年 - 1994年、『コミックマスターEX』、ホビージャパン、全1巻）
- CROSSING GAME（1993年 - 1994年、『月刊ドラゴンマガジン』、富士見書房、全1巻）
- ハイパーボリア（1994年 - 1995年、『コミックマスターEX』、全1巻）
- GUNMETAL HOUND(ガンメタルハウンド/ガンメタルハウンドプラス) （1996年、『コミックマスター』、ホビージャパン、全1巻） ※未完。
- ドライエック （1997年、『ヤングキングアワーズ』、少年画報社、全1巻）
- 未来のゆくえ - 短編集。1998年 - 1999年に『ヤングキングアワーズ』に掲載された短編作品を掲載。
- エンブリヲン・ロード（1999年 - 2002年、『コミックガム』、ワニブックス出版、全7巻）
- カムナガラ（1999年 - 2006年、『ヤングキングアワーズ』、少年画報社、全10巻、外伝全1巻）
- 境界戦線（2003年、『月刊サンデージェネックス』、小学館、全1巻）
- 蒼のサンクトゥス（2003年 - 2007年、『ウルトラジャンプ』、集英社、全5巻）
- 夢のアトサキ（2006年 - 2007年、『ヤングキングアワーズ』、少年画報社、全1巻）
- 神様ドォルズ（2006年 - 2013年、『月刊サンデージェネックス』、全12巻）[2]
- 天にひびき（2009年 - 2014年、『ヤングキングアワーズ』、少年画報社、全10巻）[3]
- 碧き青のアトポス（2013年 - 2017年、『月刊サンデージェネックス』、全7巻）[4]
- おとの教室（2014年 - 2016年、『まんがライフMOMO』、竹書房、全1巻）[5]
- ハザマの住人（2015年、『ヤングキングアワーズ』、少年画報社、読み切り、未収録）[6]
- 超人ロック異聞（2017年、『ヤングキングアワーズ』、トリビュート企画の一編を担当）
- SEVEN EDGE（2016年 - 2019年、『画楽ノ杜』、集英社、全5巻）
- 姫ヤドリ（2017年 - 2019年、『月刊サンデージェネックス』、全5巻）[7]
- 漆黒のジギィ（2019年 - 2020年、『月刊サンデージェネックス』、小学館、全3巻）[8][9]
- ドラゴンズサマー 〜クロとわたしの夏休み〜（2021年 - 2022年、『ヤングキングアワーズ』、少年画報社、全2巻）[10]
- BLACK LAGOON エダ -Initial Stage-（原作：広江礼威、2022年 - 、『月刊サンデージェネックス』2022年5月号 - 、既刊6巻）[11]

### その他
- 『富野に訊け!』（徳間書店アニメージュ） - 挿絵